# Cummins B
Cummins B — дизельный двигатель внутреннего сгорания, выпускаемый американской компанией Cummins. Устанавливается на школьные автобусы, городские автобусы (чаще всего на Dennis Dart и Alexander Dennis Enviro400) и полноразмерные пикапы Dodge Ram.
С 1984 года выпускается 3 поколения двигателей Cummins B как с четырьмя, так и с шестью цилиндрами.

## Описание
В двигателях Cummins серии B цилиндры расположены непосредственно в блоке (вместо блока цилиндров, использовавшихся на двигателях ранних выпусков). Двигатели Cummins B отличаются, прежде всего, неглубокой головкой блока цилиндров, непосредственным впрыском топлива и отсутствием свечей накаливания. Первоначально двигатель выпускался в Роки-Маунтине (Северная Каролина), а позже двигатель начал выпускаться в Мексике, Бразилии, Турции и Дарлингтоне (Великобритания).
Каждый пикап Dodge Ram оснащается двигателем Cummins B с турбонаддувом Holset и распределительным валом с зубчатой передачей. В 1998 году двигатель был переименован в ISB.

## Технические характеристики
| Модель | Цилиндров | Топливо       | Мощность  | Крутящий момент | Годы производства                                                                            |
| ------ | --------- | ------------- | --------- | --------------- | -------------------------------------------------------------------------------------------- |
| 3,9 л  |           |               |           |                 |                                                                                              |
| 4B     | 4         | Дизельное     |           |                 |                                                                                              |
| 4BT    | 4         | Дизельное     | 105 л. с. | 265 фунт/фут    | 1984—1998                                                                                    |
| 4BTA   | 4         | Дизельное     | 170 л. с. | 440 фунт/фут    | 1998 — настоящее время                                                                       |
| 4,5 л  |           |               |           |                 |                                                                                              |
| ISB    | 4         | Дизельное     | 185 л. с. |                 | Евро-5 (2008—2014) Евро-6 (2015 — настоящее время)                                           |
| QSB    | 4         | Дизельное     |           |                 |                                                                                              |
| 5,9 л  |           |               |           |                 |                                                                                              |
| 6B     | 6         | Дизельное     |           |                 |                                                                                              |
| 6BT    | 6         | Дизельное     | 160 л. с. | 400 фунт/фут    | 1984—1998                                                                                    |
| 6BTA   | 6         | Дизельное     |           |                 |                                                                                              |
| ISB    | 6         | Дизельное     |           |                 | 1998—2007                                                                                    |
| 6,7 л  |           |               |           |                 |                                                                                              |
| ISB    | 6         | Дизельное     |           |                 | 2007 — настоящее время Евро-4 (2005—2008) Евро-5 (2008—2013) Евро-6 (2014 — настоящее время) |
| B6.7N  | 6         | Природный газ |           |                 |                                                                                              |

## Галерея

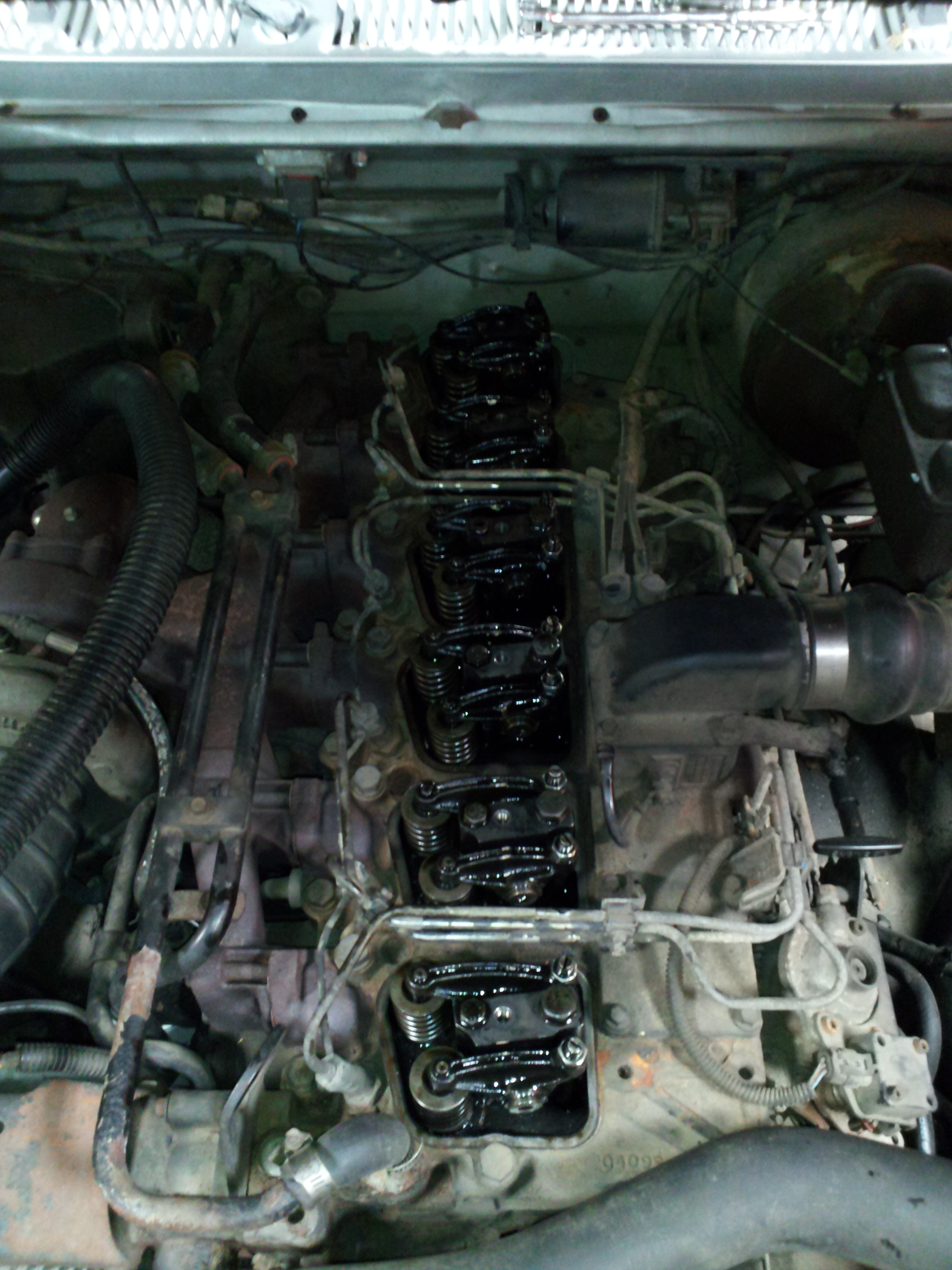
Cummins 6BT на автомобиле Dodge Ram 1991 года выпуска
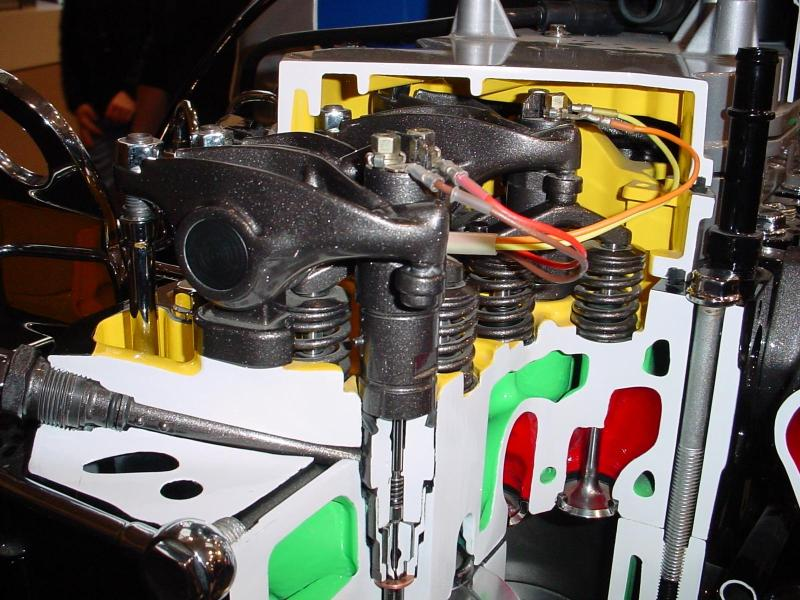
5.9 Cummins Common rail
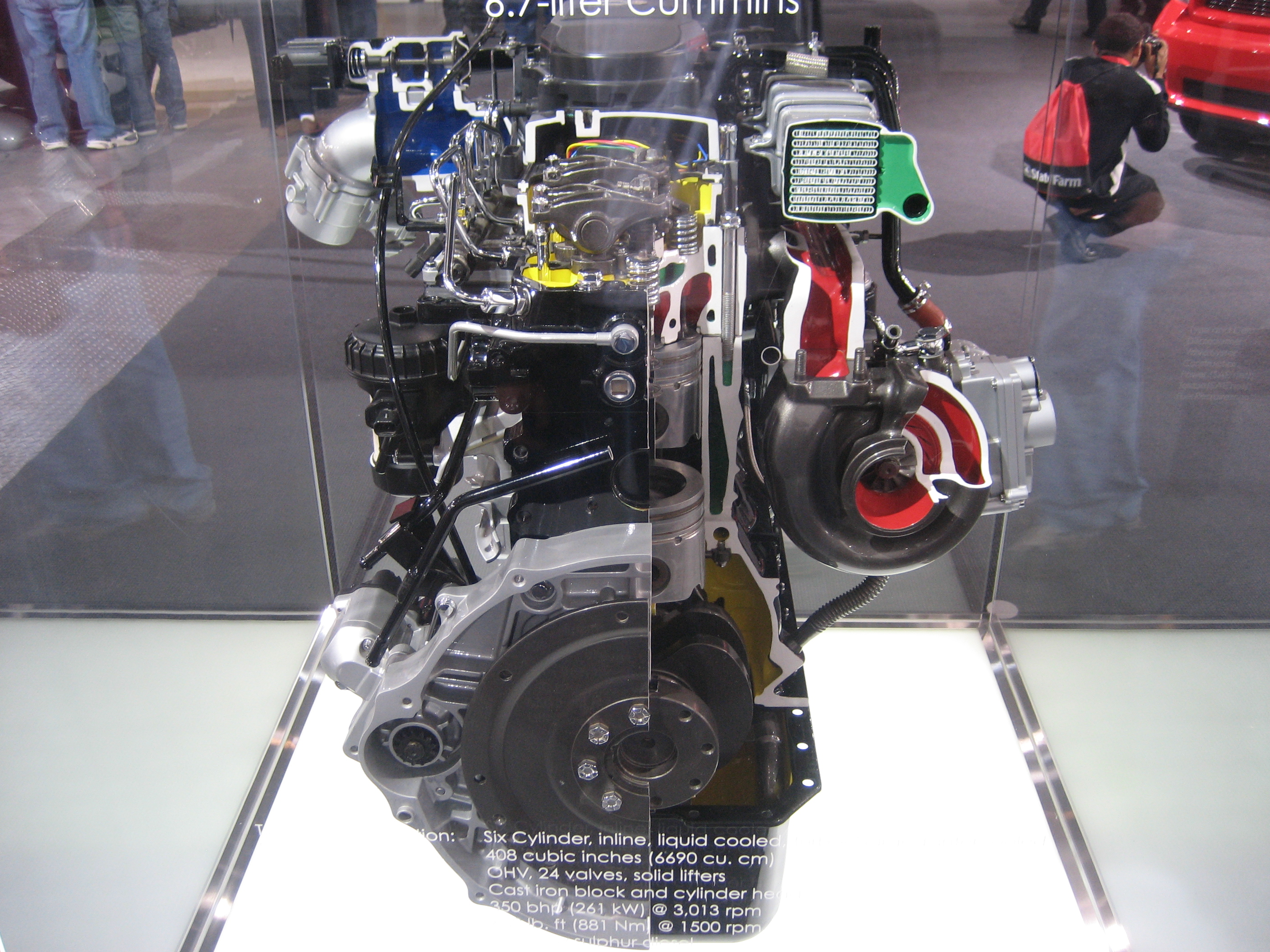
6.7 Demo

## В России
С 2000-х годов двигатель выпускается в России на КАМАЗ. Первым автомобилем с двигателем Cummins B стал КАМАЗ-4308, а на другие автомобили и автобусы двигатель начал устанавливаться гораздо позже. К началу 2008 года было выпущено более 4 миллионов двигателей.
В 2022 году варианты двигателя, выпускающиеся в России, получили название КАМАЗ-667.